# Позан, Юрий Михайлович
Юрий Михайлович Позан (29 мая 1899 года, Канск, Иркутская губерния — 9 августа 1938 года, Свердловск) — советский юрист, первый ректор Свердловского юридического института.

## Биография
Родился в 1899 году в Иркутской губернии. Начальное образование получил в реальной гимназии, которую окончил в 1917 году. После чего поступил на медицинский факультет Томского университета, который не смог окончить из-за начавшейся гражданской войны. В 1919 году был призван в Белую армию, в которой служил фельдшером в городе Томске.
Через три месяца сбежал из армии и вернулся к обучению в университет, в 1922 году закончил медицинский и правовой факультеты Томского университета.
Устроился на работу председателем дисциплинарного суда Губернского профсовета в Томске. С 1922 по 1923 год работал в Иркутском университете занимая должности заведующего секретариата по студенческим делам и преподавателя.
В 1923 и 1924 годах работал в отделе Иркутского Губернского союза потребительской кооперации.
В 1930-х годах Советский Союз, столкнулся с проблемой отсутствия собственных научных кадров, в том числе и юридической направленности. Для решения этой проблемы было издано постановление ВЦИК РСФСР «О мероприятиях по подготовке и переподготовке кадров работников советского строительства» от 20 апреля 1931 года, оно подразумевало выделение из ряда факультетов ведущих университетов страны специализированных вузов узкой направленности.
В 1931 был назначен директором только что созданного Института советского права в Иркутске выделенного из правового факультета Иркутского государственного университета.
В 1934 году было принято решение о переезде вуза в Свердловск. Вместе с институтом в Свердловск приехали 15 преподавателей и молодой директор. В 1937 году Свердловский институт советского права был переименован в Свердловский юридический институт.
В апреле 1938 года был арестован и обвинен в создании в стенах вуза контрреволюционной террористической организации. 9 августа 1938 года был приговорен к расстрелу, приговор был принят к исполнению в тот же день.
Реабилитирован в 1958 году.